# Bezannes
Bezannes és un municipi francès, situat al departament del Marne i a la regió del Gran Est. L'any 2007 tenia 1.291 habitants.

## Demografia

### Població
El 2007 la població de fet de Bezannes era de 1.291 persones. Hi havia 491 famílies, de les quals 116 eren unipersonals (45 homes vivint sols i 71 dones vivint soles), 161 parelles sense fills, 180 parelles amb fills i 34 famílies monoparentals amb fills.
La població ha evolucionat segons el següent gràfic:
Habitants censats

### Habitatges
El 2007 hi havia 515 habitatges, 497 eren l'habitatge principal de la família, 1 era una segona residència i 17 estaven desocupats. 450 eren cases i 65 eren apartaments. Dels 497 habitatges principals, 315 estaven ocupats pels seus propietaris, 181 estaven llogats i ocupats pels llogaters i 2 estaven cedits a títol gratuït; 38 tenien una cambra, 22 en tenien dues, 20 en tenien tres, 51 en tenien quatre i 366 en tenien cinc o més. 422 habitatges disposaven pel capbaix d'una plaça de pàrquing. A 206 habitatges hi havia un automòbil i a 261 n'hi havia dos o més.

### Piràmide de població
La piràmide de població per edats i sexe el 2009 era:
| Homes | Edats   | Dones |
| ----- | ------- | ----- |
| 0     | 95 o +  | 0     |
| 4     | 90 a 94 | 4     |
| 0     | 85 a 89 | 0     |
| 8     | 80 a 84 | 4     |
| 8     | 75 a 79 | 8     |
| 16    | 70 a 74 | 12    |
| 24    | 65 a 69 | 32    |
| 12    | 60 a 64 | 16    |
| 28    | 55 a 59 | 20    |
| 52    | 50 a 54 | 64    |
| 80    | 45 a 49 | 80    |
| 68    | 40 a 44 | 88    |
| 32    | 35 a 39 | 32    |
| 16    | 30 a 34 | 24    |
| 36    | 25 a 29 | 16    |
| 48    | 20 a 24 | 68    |
| 84    | 15 a 19 | 92    |
| 52    | 10 a 14 | 36    |
| 28    | 5 a 9   | 16    |
| 40    | 0 a 4   | 36    |

## Economia
El 2007 la població en edat de treballar era de 881 persones, 589 eren actives i 292 eren inactives. De les 589 persones actives 552 estaven ocupades (288 homes i 264 dones) i 37 estaven aturades (21 homes i 16 dones). De les 292 persones inactives 92 estaven jubilades, 149 estaven estudiant i 51 estaven classificades com a «altres inactius».

### Ingressos
El 2009 a Bezannes hi havia 480 unitats fiscals que integraven 1.366 persones, la mediana anual d'ingressos fiscals per persona era de 27.027 €.

### Activitats econòmiques
Dels 89 establiments que hi havia el 2007, 2 eren d'empreses de fabricació de material elèctric, 1 d'una empresa de fabricació d'elements pel transport, 8 d'empreses de fabricació d'altres productes industrials, 18 d'empreses de construcció, 21 d'empreses de comerç i reparació d'automòbils, 10 d'empreses de transport, 1 d'una empresa d'hostatgeria i restauració, 1 d'una empresa financera, 3 d'empreses immobiliàries, 11 d'empreses de serveis, 12 d'entitats de l'administració pública i 1 d'una empresa classificada com a «altres activitats de serveis».
Dels 19 establiments de servei als particulars que hi havia el 2009, 2 eren tallers de reparació d'automòbils i de material agrícola, 1 establiment de lloguer de cotxes, 1 paleta, 4 guixaires pintors, 4 fusteries, 4 lampisteries, 1 electricista i 2 agències immobiliàries.
Dels 4 establiments comercials que hi havia el 2009, 1 era un hipermercat, 1 una gran superfície de material de bricolatge, 1 una peixateria i 1 una sabateria.
L'any 2000 a Bezannes hi havia 9 explotacions agrícoles que ocupaven un total de 476 hectàrees.

## Equipaments sanitaris i escolars
El 2009 hi havia una escola elemental.

## Poblacions més properes
El següent diagrama mostra les poblacions més properes.